# Thaba-Tseka
Thaba-Tseka   este un oraș  în  partea de est a  statului Lesotho. Este reședința districtului  Thaba-Tseka.